# This Is What the Truth Feels Like
《This Is What the Truth Feels Like》는 미국 가수 그웬 스테파니의 3집 정규 앨범이다. 앨범은 2016년 3월 18일 인터스코프 레코드에서 발매되었다. 처음 이 앨범이 계획 될 당시에 앨범은 유명 프로듀발매서진들과 함께 작업된 후 2014년 12월 발매될 예정이였으나 2014년 발매된 싱글들의 부진한 성적과 스테파니가 마주한 작가의 폐색으로 인해 앨범을 발매하는 것을 주저했고, 결국 앨범을 갈아엎은 채 새로 만들게 된다.
결혼 생활의 끝과 새로운 연인에게 영감을 받은 스테파니는 새로운 곡을 작성할 동력을 얻을 수 있었다. 프로듀서들의 도움과 함께, 스테파니는 앨범의 곡들을 몇 달만에 만들었다. 음악적으로, "This Is What the Truth Feels Like"는 그녀가 과거 발매해온 정규 앨범들과 비슷한 팝 앨범이다. 앨범에는 페티 왑이 피쳐링으로 참여하였다.